# روسیه ۲۴
روسیه ۲۴ (به روسی: Россия 24) نام یک شبکهٔ خبری روسی‌زبان است که در تاریخ یکم ژوئیه ۲۰۰۶ تأسیس شد، این شبکه نشان‌دهندهٔ وقایع مهم ملی و بین‌المللی با دیدگاه روسی و تمرکز بر روی مسائل داخلی روسیه است.
این کانال برنامه‌اش بدین صورت است که یک طرح گسترده و بی‌طرفانه از سراسر منطقه‌های تحت کنترل روسیه از اروپای شرقی تا دورترین منطقهٔ شرقی روسیه ارائه کند، این کانال تا تاریخ ۱ ژانویهٔ ۲۰۱۰ وستی نام داشت، ولی پس از تغییر علامت تجاری تلویزیون دولتی و شرکت پخش رادیوی روسیه به روسیه ۲۴ تغییر نام داد.